# 克勞斯·阿洛夫斯
克勞斯·阿洛夫斯（德語：Klaus Allofs，1956年12月5日— ），出生在杜塞爾多夫，是一名德國足球領隊及前足球員，司職前鋒。
阿洛夫斯不論在球會和西德均是一名多產的射手。他的弟弟托马斯·阿洛夫斯亦是一名足球員，同樣司職前鋒。

## 球會生涯
1975年，阿洛夫斯的足球生涯在家鄉球會杜塞尔多夫開始。初時，他是擔任攻擊中場並為球會攻入了接近100球，他與托马斯·阿洛夫斯協助球會連續兩次贏得德國足協盃。1978/79球季，他成為德甲神射手，並且在歐洲盃賽冠軍盃的8場賽事中攻入4球，其中包括在決賽對巴塞隆拿的賽事中的入球，球會最終在加時不敵對手。
1981年，他加盟科隆並保持其高入球量。1985/86球季，雖然他在聯賽只攻入7球，不過他在歐洲足協盃賽事卻攻入9球，球隊最終卻在決賽敗給皇家馬德里。隨後的一季，他與其弟故劍重逢，他轉投法國球會馬賽。
阿洛夫斯在雲達不來梅度過3個球季後退役，他效力雲達不來梅期間曾於1991/92球季的歐洲盃賽冠軍盃對摩納哥的決賽中取得入球，球會最終以2-0的比分擊敗對手。他退役時37歲，總計在德國聯賽上陣了424場賽事及攻入177球。他與迪打·梅拿同列德甲神射手第7名。
1999年，他被臨時任命為德素多夫的總經理和教練。其後，他離開德素多夫並前往雲達不來梅擔任董事約6年。隨後，他出任球會董事長至2012年。
2012年11月，阿洛夫斯离开雲達不來梅加入沃尔夫斯堡，担任他们的新体育总监，一直呆到2016年12月。

## 國際賽生涯
阿洛夫斯總共代表西德上陣了56場賽事及攻入17球。1978年10月11日，他在布拉格對捷克斯洛伐克首次代表西德隊上陣，最終西德隊在這場友賽以4-3的比分勝出。
在1980年歐洲國家盃中，他在四強對荷蘭的賽事中大演帽子戲法，以3-2的比分擊敗對手並憑著這3個入球位列該屆歐洲國家盃的神射手。他亦曾參與1984年歐洲國家盃和1986年世界盃。魯迪·禾拉和尤爾根·奇連士文的崛起，使阿洛夫斯失去他的位置。1988年3月31日，他在對瑞典的友賽中攻入一球並在球賽結束後退出國家隊。

## 榮譽
杜塞尔多夫
- 德國足協盃：1978–79、1979–80
- 歐洲盃賽冠軍盃亞軍：1978–79

科隆
- 德國足協盃：1982–83
- 歐洲足協盃亞軍：1985–86

馬賽
- 法甲：1988-89
- 法國盃：1988-89

雲達不來梅
- 德甲：1992–93
- 德國足協盃：1990–91
- 德國足協盃：1993年
- 歐洲盃賽冠軍盃：1991–92

西德
- 歐洲國家盃：1980年
- 世界盃亞軍：1986年

個人
- 歐洲國家盃神射手：1980年
- 德甲神射手：1978–79、1984–85

## 外部連結
- （德文）阿洛夫斯生涯數據（页面存档备份，存于）
- （德文）阿洛夫斯介紹

| 體育角色           | 體育角色         | 體育角色           |
| ------------------ | ---------------- | ------------------ |
| 前任： 東尼·舒麥加 | 德國隊長 1986–87 | 繼任： 路德·馬圖斯 |